# Lucila Gandolfo
Lucila Gandolfo (Buenos Aires; 18 de junio de 1966) es una actriz y cantante argentina que ha destacado en el musical, habiendo obtenido varios premios gracias a sus interpretaciones.
Además del español, que es su lengua materna, habla a la perfección el idioma inglés, ya que su familia materna es originaria de Inglaterra. Su dominio de este idioma le ha permitido trabajar en producciones internacionales como Colonia, así como también poder estudiar en las escuelas de arte como el Boston Conservatory y en la Royal Academy of Music.
También incursionó en el cine argentino, y entre sus papeles allí se recuerdan especialmente su papeles como protagonista En Busca de la Focas Leopardo y su papel en la película Bien Familiar, una película musical así como su pequeña aparición en el El secreto de Lucía. Además de roles secundarios en series como Farsantes y Esperanza mía, e  interpretó a la villana Sharon Benson en la serie juvenil de Disney Channel Soy Luna, que le valió un buen reconocimiento por parte del público juvenil y excelentes críticas a su personaje.

## Educación Artística
Desde muy pequeña demostró interés en el mundo del espectáculo tomando clases de teatro, danza, canto lírico y piano, además de formarse en escuelas de comedia musical. 
Tras terminar el colegio secundario estudio diseño y modelaje.
En 1990 viajó a Boston (Estados Unidos), para estudiar en el Boston Conservatory.
Además fue becada por el fondo nacional para estudiar en la Royal Academy of Music, una reconocida escuela musical situada en Inglaterra.

## Vida personal
Desde el año 2008 que está casada, con el cual tienen un hijo y en sus tiempos libres se dedica a dar clases de canto particulares.

## Trayectoria
Su carrera profesional como actriz comienza en el año 1993 con la obra Educating Rita: además protagoniza el musical Broadway II e interpreta a Laura en el unitario Cuenteros, que fue su debut televisivo. 
Un año más tarde (en 1994) formó parte del elenco de la serie televisiva Tardes de sol, protagonizada por Soledad Silveyra. También participa en distintos musicales, manteniendo sus estudios de canto lírico.
Su debut en cine tiene lugar en el año 1995 como protagonista de la película infantil En busca de las focas leopardo, sin dejar de lado su carrera como actriz de musicales.
En 1996 actuó en la obra Master Class (protagonizada por Norma Aleandro), que volvió a representarse en los años 2012 y 2013. Ese mismo año conduce el ciclo Secretos y sabores.
Más tarde, en 1998 formó parte del elenco de la miniserie Operación rescate, la cual fue emitida por Canal 9. En 1999 protagonizó la película independiente Kills family, una producción norteamericana que supuso su primera actuación en el mercado estadounidense.
En el año 2000 fue convocada por Enrique Pinti para formar parte del elenco de la obra Pericon.com.ar, obra en la que se convierte en vedette. Ese mismo año fue parte de la película independiente Mala gente.
Durante el 2002 presentó su show unipersonal titulado Lucila Gandoldo en concierto, año en el que editó y publicó su primer disco musical titulado de la misma manera que el unipersonal. 
Desde el año 2004 hasta el 2005 es parte de una banda musical encargada de cantar y entretener en un crucero donde recorrió países como Japón, Sudáfrica, Israel y México.
Tras estar alejada del cine en el 2005 retorna a la pantalla grande con el drama romántico El nuevo mundo, protagonizado por Colin Farrell y Q'orianka Kilcher.
En el 2006 vuelve a la televisión con participaciones en Amas de casa desesperadas y Un cortado, historias de café, interpretando a personajes terciarios.
Más tarde Gandolfo continúo protagonizando distintas obras musicales, destacándose por sus interpretaciones y su potente voz.
En el 2008 quedó embarazada y durante ese año se mantuvo alejada de las camaras, pero al año siguiente protagonizó el musical El fantasma de la ópera, recibiendo grandes críticas positivas por su trabajo. 
En el 2011 formó parte del elenco de las películas There be Dragons interpretando a Ursula, y El secreto de Lucía: la primera es una película norteamericana protagonizada por Charlie Cox y la segunda una película argentina protagonizada por Emilia Attias, en la que interpreta a la madre del joven Mario.
En el 2012 volvió a los musicales y en 2013 fue convocada para actuar en la película Bien de familia, una historia musical, que se estrenó en el 2015. Además tuvo una pequeña participación en la tira Farsantes.
Un año más tarde (2014), formó parte de la obra Primeras damas del musical, ese mismo año protagonizó el unipersonal y monólogo la maestra serial, la cual tuvo excelentes críticas. La obra fue tan exitosa que se presentó en varias oportunidades en los años que le siguieron a su estreno (2025, 2016 y 2017).
Durante el 2015 formó parte de la película Colonia, protagonizada por Daniel Brühl y Emma Watson, y donde interpretó a la doctora Seewald.
Ese mismo año (2015) participó en la telenovela Esperanza mía, protagonizada por Lali Espósito y Mariano Martínez, interpretando a Mercedes Arregui, una asistente social.
En el año 2016 tuvo lugar su salto a la fama internacional al interpretar a Sharon Benson, el principal personaje antagonista de la serie juvenil Soy Luna.Por este papel recibió diversos elogios por parte de la crítica gracias a su interpretación.
En los años 2016 y 2017 es protagonista de los cortos de CTR Salud, en uno de los cuales actúa junto a su hijo menor, además de compartir elenco con actores como Esteban Recagno.
Tras un año alejada de las camaras para dedicarse a pleno a actuar en Soy Luna, en el 2017 (durante las vacaciones de la serie), vuelve al teatro musical al protagonizar junto a Victoria Onetto, Candela Vetrano Julia Zenko y Natalia Cociuffo la obra Mujeres perfectas, obra donde Gandolfo por primera vez incursiona en el género rock. Ese mismo año se estrena la película Maracaibo, protagonizada por Jorge Marrale, Mercedes Morán y Nicolás Francella, en la que tiene una pequeña participación. Ese mismo año, sale al aire la miniserie Royal Ranch, producida por Disney Channel y emitida exclusivamente en el Reino Unido, donde Gandolfo es una de las protagonistas. En los meses siguientes se irá estrenando en diversos países de Europa.
Tras finalizar Soy luna, en el 2018 vuelve a las camaras para protagonizar la obra Jazz al Diván.
En el año 2019 es parte del videoclip La Diva de la Escuela, de Michael Ronda con quién actuó en la ya nombrada serie juvenil Soy luna. Ese mismo año es convocada nuevamente por Disney para formar parte del musical Disney en concierto, sinfonía de películas, presentadose en el mítico Teatro Colón.
En el año 2020 se une a la tercera temporada de la serie británica Riviera, la cual es protagonizada por Julia Stiles, Lena Olin y Adrian Laster; otros argentinos que se sumaron a esta serie son  Franco Masini, Eliseo Barrionuevo, Fabio Aste y Elvira Oneto
Tras un año debido a la pandemia del Coronavirus, Gandolfo en el 2021 vuelve a la ficción al formar parte de la serie juvenil Mi amigo hormiga emitida por Cablevisión Flow.
Mediante un casting, es seleccionada para formar parte del elenco de Ringo, una serie biográfica que sigue los pasos del boxeador argentino Ringo Bonavena; esta serie será trasmitida en el año 2022, por Star+.

## Filmografía

### Televisión
| Año       | Programa                      | Canal                 | Personaje/rol     |
| --------- | ----------------------------- | --------------------- | ----------------- |
| 1993      | Cuenteros                     | ATC                   | Laura Arana       |
| 1994      | Tardes de sol                 | América TV            | Lucy Breatt       |
| 1996      | Secretos y sabores            | Canal de la mujer     | Conductora        |
| 1998      | Operación rescate             | Canal 9               | Cindy             |
| 2005      | Amor en custodia              | Telefe                | Recepcionista     |
| 2006      | Amas de casa desesperadas     | El trece              | Norma             |
| 2006      | Un cortado, historias de café | Canal 7               | Malena            |
| 2010      | Jake & Blake                  | Disney Channel        | Luisa             |
| 2013      | Farsantes                     | El trece              | Bianca Avellaneda |
| 2015      | Esperanza mía                 | El trece              | Mercedes Arregui  |
| 2016-2018 | Soy Luna                      | Disney Channel        | Sharon Benson     |
| 2017-2018 | Royal Ranch                   | Disney Channel Europa | Anne Marie        |
| 2021      | Mi amigo hormiga              | Cablevisión Flow      | Marcela           |
| 2021-2023 | Entrelazados                  | Disney+               | Lucía             |
| 2023      | Ringo, gloria y muerte        | Star+                 | Sally Conforte    |

### Cine
| Año  | Película                     |
| ---- | ---------------------------- |
| 1995 | En busca de la foca leopardo |
| 1999 | Kills family                 |
| 2000 | Mala gente                   |
| 2005 | El nuevo mundo               |
| 2011 | There be dragons             |
| 2011 | El secreto de Lucía          |
| 2015 | Bien de familia              |
| 2015 | Colonia                      |
| 2016 | CTR Salud I (cortometraje)   |
| 2017 | Maracaibo                    |
| 2017 | CTR Salud II (cortometraje)  |
| 2017 | Canteras Argentinas          |
| 2020 | Crímenes de familia          |
| 2020 | El amor es más fácil         |
| 2023 | Partida                      |

### Teatro[6]
| Año       | Obra                                                                                                 |
| --------- | --- |
| 1990-1992 | Obras de calle                                                                                       |
| 1993      | Educating Rita                                                                                       |
| 1993      | Broadway II                                                                                          |
| 1993      | Romina y Julio                                                                                       |
| 1994      | Film: luz, cámara, canción                                                                           |
| 1994      | Hermanos de sangre                                                                                   |
| 1995      | La noche de la iguana                                                                                |
| 1995      | Coro escolar, un viaje único                                                                         |
| 1996      | Todo corazón                                                                                         |
| 1996-1997 | Master Class                                                                                         |
| 1997      | Caperucita Roja                                                                                      |
| 1998      | Nine                                                                                                 |
| 1998      | Gato con botas, un cuento infantil                                                                   |
| 1999-2000 | Un musical de melancolía, del 31 de diciembre del 99 al 1 de enero del 2000, un gran cambio de siglo |
| 2000      | Pericón.com.ar                                                                                       |
| 2001      | Canciones infantiles                                                                                 |
| 2002      | ¡El mundo colorido de Lucy!                                                                          |
| 2002      | Lucila Gandolfo en concierto                                                                         |
| 2003-2005 | Cantante en los barcos asiáticos                                                                     |
| 2003      | Bellas bailarinas                                                                                    |
| 2004      | Pacific Venus                                                                                        |
| 2004      | Che cabare (unipersonal).                                                                            |
| 2005      | Der Freischütz                                                                                       |
| 2006      | Cinco mujeres con el mismo vestido                                                                   |
| 2006      | La mujer judía                                                                                       |
| 2006      | Besos, abrazos ¡canción!                                                                             |
| 2007      | Canciones del varieté porteño                                                                        |
| 2007      | El niño con el pijama de rayas                                                                       |
| 2009      | Peter Pan, ¡viajemos al país de Nunca Jamás!                                                         |
| 2009      | El fantasma de la ópera                                                                              |
| 2010      | ¡Lucha contra la mala onda!, una comedia musical                                                     |
| 2010      | Drama en el cine                                                                                     |
| 2011      | Truisnes                                                                                             |
| 2012      | La dama rosa                                                                                         |
| 2012-2013 | Master Class                                                                                         |
| 2014      | Primeras damas del musical                                                                           |
| 2014-2019 | La maestra serial                                                                                    |
| 2014      | La ogresa de barracas                                                                                |
| 2014      | París-Broadway International                                                                         |
| 2015      | Madre, cómprame un negro                                                                             |
| 2015      | Dentro del bosque                                                                                    |
| 2017      | Mujeres perfectas                                                                                    |
| 2018-2019 | Jazz al Diván                                                                                        |
| 2019      | Disney en concierto, sinfonía de películas                                                           |
| 2019      | Colaboración/ Tomar partido                                                                          |
| 2019-2020 | Happening, de todo como en botica                                                                    |
| 2022      | Una película sin Julie                                                                               |

### Publicidad
- Coca Cola.
- Helmans.
- Cicaticure.

### Discografía
- Lucila Gandolfo en concierto (2002).

- Tango entretenido (2003).

- Che Cabaré (2004).

- Canciones líricas (2011).

- Bien de familia (2015).